# برايان ايسبوسيتو
برايان ايسبوسيتو (بالإنجليزية: Brian Esposito)‏ هو لاعب كرة قاعدة أمريكي، ولد في 24 فبراير 1979 في جزيرة ستاتن في الولايات المتحدة.

## وصلات خارجية
- برايان ايسبوسيتو على موقع دوري كرة القاعدة الرئيسي (الإنجليزية)
- برايان ايسبوسيتو على موقعبيزبول رفرنس.كوم (الدوري الرئيسي) (الإنجليزية)
- برايان ايسبوسيتو على موقعبيزبول رفرنس.كوم (الدوري الثانوي) (الإنجليزية)